# Gianni Lonzi
Gianni Lonzi   (Florència, 4 d'agost de 1938) és un waterpolista i entrenador italià, ja retirat, que va competir durant les dècades de 1950 i 1960. És l'actual president de la Comissió Tècnica de la LEN. El 1969 es casà amb la tiradora d'esgrima Antonella Ragno.
El 1960 va prendre part en els Jocs Olímpics d'Estiu de Roma, on va guanyar la medalla d'or en la competició de waterpolo. Als Jocs de 1964 i 1968 fou quart en la mateixa competició.
En el seu palmarès també destaca una medalla d'or en els Jocs del Mediterrani de 1963 i dues lligues italianes de waterpolo amb el Pro Recco, el 1962 i 1963. Anteriorment havia jugat al Rari Nantes Florentia i el Camogli.
Entre el 1973 i el 1983 va ser entrenador de la selecció italiana de waterpolo, amb la qual va guanyar el Campionat del Món de 1978, fou segon als Jocs Olímpics de 1976, tercer al Mundial de 1975 i els Campionat d'Europa de 1977.
De 1992 a 1999 va ser president del Rari Nantes Florentia. El 2009 fou incorporat a l'International Swimming Hall of Fame.